# Ribamartín
Ribamartín es un despoblado que actualmente forma parte del concejo de Antezana de la Ribera, que está situado en el municipio de Ribera Alta, en la provincia de Álava, País Vasco (España).

## Toponimia
A lo largo de los siglos ha sido conocido también con los nombres de Ripa Martini y Ripamartin.

## Historia
Documentado desde 1025, consta como situado entre las localidades de Tuyo y Leciñana de la Oca. Se desconoce cuándo se despobló.